# Materni jezik
Materni jezik ali materinščina je jezik, ki se ga v zgodnjem otroštvu običajno naučimo kot prvega in se v njem najlažje izražamo, zato ga imenujemo tudi prvi jezik. Je jezik, katerega se naučimo v okviru doma in je večinoma jezik, v katerem govorijo naši starši. Lahko pa ima človek glede na življenjske okoliščine tudi dva materna jezika, prvega in drugega.
Slovenščina je materni jezik približno 2,4 milijona ljudi, od tega jih okoli 1,85 milijona živi v Republiki Sloveniji.
Mednarodni dan maternega jezika praznujemo 21. februarja.

## Materinščine v Sloveniji
Na območju Slovenije je slovenščina večinski materni jezik, na narodnostno mešanih območjih pa pogosto tudi tamkajšnji jeziki (italijanščina, madžarščina). Za nekatere prebivalce Slovenije pa so pogosti tudi drugi slovanski jeziki (hrvaščina, srbščina ...).
Registrski popis prebivalstva, ki ga Statistični urad Republike Slovenije po novem izvaja med prebivalstvom, ne omogoča več pridobivanja podatkov o materinščini. Zadnji podatki, ki jih zbrali s »klasičnim« popisom prebivalstva na terenu, so tako iz leta 2002 in takrat so v Sloveniji zabeležili več kot 40 različnih materinščin:
- blizu 88 % prebivalcev Slovenije je takrat izjavilo, da je njihova materinščina slovenski jezik;
- več kot 8 % prebivalcev Slovenije je kot materinščino navedlo enega od jezikov narodov nekdanje Jugoslavije;
- 0,6 % prebivalcev Slovenije se je opredelilo, da je njihova materinščina italijanščina (3.762 govorcev) ali madžarščina (7.713 govorcev), torej eden od jezikov narodnih manjšin v Sloveniji;
- za 0,2 % prebivalcev Slovenije je bila jezik njihovega domačega okolja romščina (3.834 govorcev);
- za 0,1 % prebivalcev Slovenije je bila materni jezik nemščina (1.628 govorcev);
- približno 3 % prebivalcev Slovenije pa na to vprašanje niso odgovorili.